# Crescenzio Sepe
Crescenzio Sepe (Carinaro, 1943. június 2. –) a római katolikus egyház bíborosa, a Nápolyi főegyházmegye emeritus érseke.

## Élete
A filozófia és a katolikus teológiai tanulmányai után Crescenzio Sepét pappá szentelték (1967). Teológiából, kánonjogból és filozófiából doktorált. Dolgozott docensként a Lateráni Pápai Egyetemen és az Urbania Pápai Egyetemen. Nuncius volt Brazíliában is. Pál pápa VI 1977. július 5-én kápláni címet adományozott Őszentségének[1] (Monsignore). 1987-ben kinevezték a Vatikáni Médiaügyi Bizottság felszolgálótitkárává és elnökévé.
1992-ben II. János Pál pápa Grado címzetes püspökévé és a Papi Kongregáció titkárává nevezte ki, és ugyanazon év április 26-án püspökké szentelte, a társszentelője Franciszek Macharski krakkói érsek és Angelo Sodano bíboros államtitkár volt.
A 2001. február 21-ei konzisztóriumon a Dio Padre misericordioso diakonia bíboros-diakónusa lett. Ez év április 9-én a Népek Evangelizációja Kongregációja prefektusa lett.
2005 áprilisában Sepe részt vett azon a konklávén, ahol XVI. Benedek pápát választották meg, aki 2006. május 20-án kinevezte  nápolyi érsekké. Ferenc pápa 2020. december 12-én elfogadta lemondását nápolyi érseki tisztségéről, mivel 2020. december 12-én betöltötte kanonoki korát, és egyúttal Domenico Battagliát nevezte ki utódjának.